# Louis Huybrechts
Pierre Louis Joseph Huybrechts (ur. 21 lutego 1875 w Antwerpii, zm. 1963) – belgijski żeglarz, olimpijczyk, zdobywca srebrnego medalu w regatach na letnich igrzyskach olimpijskich w 1908 roku w Londynie.
Na Letnich Igrzyskach Olimpijskich 1908 zdobył srebro w żeglarskiej klasie 6 metrów. Załogę jachtu Zut tworzyli również jego brat Léon Huybrechts oraz Henri Weewauters.